# Antonio Sabellico
Antonio Sabellico (Campomorto, 25 maggio 1858 – Milano, 29 gennaio 1934) è stato un cantante d'opera italiano, precisamente un basso.

## Biografia
Antonio Sabellico nacque il 25 maggio 1858 a Campomorto, frazione di Nettuno (oggi Campoverde, frazione di Aprilia), da Pasquale Sabellico di Alatri e Maria Angelica Cefalei di Collepardo. Antonio trascorse l'infanzia e la giovinezza con i familiari a Collepardo restandovi fino all'età di 26 anni; imparò il mestiere dell'imbianchino, quindi, nel 1885, andò a lavorare a Roma.
Sul lavoro aveva l'abitudine di cantare: un impresario teatrale, di passaggio nei pressi del cantiere dove il giovane Antonio lavorava, lo ascoltò casualmente e, rimasto impressionato dalla sua robusta voce di basso, lo convinse, dopo molte insistenze, a intraprendere lo studio del canto: Antonio studiò con il Maestro Parisotto, debuttando a Roma ne La forza del destino di Giuseppe Verdi. La sua carriera musicale si svolse in un arco temporale di ben 41 anni, dal 1887 al 1927, durante i quali calcò i più prestigiosi teatri italiani, dall'Opera di Roma al Regio di Parma, dalla Scala di Milano al San Carlo di Napoli al Petruzzelli di Bari, ed i maggiori teatri d'Europa e del mondo: Madrid, Barcellona, Lisbona, Gent in Belgio, Malta, Pietroburgo, Odessa, Il Cairo, Alessandria d'Egitto, Santiago del Cile, Rio de Janeiro, San Paolo del Brasile, Panama e tanti altri.
Il Sabellico incise anche dischi: quattro per la casa discografica Pathé (Milano, 1902) e quattro per la Zonophone (Milano, 1904).